# Phaeinis
Phaeinis (altgriechisch Φαεινίς ‚die Leuchtende, die Verkünderin‘) war eine antike griechische Priesterin der Göttin Hera im Heraion von Argos. Sie war die letzte namentlich bekannte Priesterin der argivischen Hera.
Nachdem im Sommer 423 v. Chr. der Heratempel im Heraion von Argos versehentlich von der Priesterin Chryseis in Brand gesteckt worden war, flüchtete diese aus Furcht vor Bestrafung in das benachbarte Phleius oder Tegea. Nun wurde Phaeinis als ihre Nachfolgerin bestimmt. Über sie ist nichts weiter überliefert. Vermutlich war sie es, die entschied, dass Chryseis' Statue vor dem abgebrannten Tempel nicht entfernt wurde und dass man nicht die Auslieferung der Täterin aus dem Tempelasyl verlangte. Wahrscheinlich beauftragte sie auch den Architekten Eupolemos mit dem Bau des neuen Tempels, der von etwa 420–400 v. Chr. errichtet wurde, und ließ von Polyklet die etwa 8 m hohe Kultstatue der Hera aus Chryselephantin fertigen.